# ویجیر گیتارز
ویجیر گیتارز (انگلیسی: Vigier Guitars) شرکت تجهیزات موسیقی فرانسوی است، که در سال ۱۹۸۰ تأسیس شد.